# Socha svatého Petra (Vatikán)
Bronzová socha sv. Petra se nachází ve Vatikánských zahradách, v kartografickém středu městského státu Vatikán. Jejím autorem je Filippo Gnaccarini. Socha původně měla stát na pahorku Janiculum na památku prvního vatikánského koncilu (1869–1870). Místo toho byla umístěna na nádvoří Vatikánských museí a později přesunuta na současné místo. 
V roce 2007 byl pod sochou řadou květin naznačen průběh základního poledníku (Primo meridiano), podle kterého byla kartograficky mapována Itálie.